# Who's Laughing Now (canción de Ava Max)
«Who's Laughing Now» —en español: «Quién ríe ahora»— es una canción de la cantante estadounidense Ava Max, lanzada el 30 de julio de 2020 a través de Atlantic Records como el sexto sencillo de su álbum de estudio debut Heaven & Hell (2020). La canción fue escrita por Max, Madison Love, Måns Wredenberg, Noonie Bao y sus productores Cirkut y Lotus IV. Es una canción de dance pop con letra sobre una chica que está siendo hecha luz de gas, que sirve como continuación de la canción de Max de 2018 «Sweet but Psycho». El video musical dirigido por Isaac Rentz fue lanzado el 30 de julio de 2020 y presenta a Max buscando vengarse de su jefe y novio infiel. 

## Antecedentes
Max anunció oficialmente en sus cuentas de redes sociales el 29 de mayo de 2020 la fecha de lanzamiento inicial del sencillo (2 de junio de 2020), al igual que la portada. La fecha de lanzamiento se pospuso posteriormente porque coincidió con Blackout Tuesday. Luego, ella anunció que la canción se lanzaría el 25 de junio de 2020, pero también se retrasó indefinidamente el 17 de junio de 2020. Finalmente, anunció que la canción se lanzaría el 30 de julio de 2020. La portada muestra a un Max en sin camisa posicionada frente a un fondo en llamas. «Who's Laughing Now» fue escrita por Max, Madison Love, Måns Wredenberg, Noonie Bao, Cirkut y Lotus IV, los dos últimos a cargo de la producción.

## Composición y letra
«Who's Laughing Now» es una canción dance pop. Neil Z. Yeung de AllMusic comparó el ritmo isleño de la canción con artistas como Clean Bandit y Ace of Base. Fue escrita deliberadamente por Max como una continuación de su canción «Sweet but Psycho», ya que las letras describen a una chica incomprendida siendo hecha luz de gas, y sirven como analogía de las propias experiencias de Max siendo rechazada en la industria de la música. Ella resumió la canción como «básicamente diciéndole a todos que se vayan a la mierda». Max declaró que «Who's Laughing Now» está dirigida a las mujeres que le había hecho bullying durante la escuela secundaria, lo que la llevó a comenzar la escuela en casa. El título de la canción fue visualizado después de una revelación de autodescubrimiento de Max.

## Recepción crítica
Escribiendo para Us Weekly, Nicholas Hautman elogió el coro de «Who's Laughing Now», indicando que tenía el «don't cha» más pegadizo desde la canción «Don't Cha» de The Pussycat Dolls (2005). Sin embargo, Issy Sampson de The Guardian criticó la canción por sonar similar a «Sweet but Psycho», que describió como pegadiza e irritante. Añadió que el primero utilizó un rasgo de personalidad horrible y «presumido» en lugar de «psicótico».

## Vídeo musical
El video musical de la canción fue dirigida por Isaac Rentz y fue lanzado el 30 de julio de 2020. Max es representada como una persona que busca venganza después de ser despedida por su jefe y engañada por su novio. Se la ve bailando en una oficina destruida y rompiendo un automóvil con una palanca, antes de liberarse de un hospital psiquiátrico mientras está atada con una camisa de fuerza. Max escribió la trama del video y decidió incorporar a varios personajes femeninos en una fuerza laboral corporativa dominada por hombres. Un personaje retratado por Max es hecha luz de gas por un médico para convertirla en "psicópata", mientras que otro tenía instrumentos musicales que aparecían de su cabeza, lo que era paralelo a sus propias experiencias negativas con los ejecutivos de música. Se lanzó un cuestionario interactivo como una colaboración con Spotify antes del lanzamiento del álbum de estudio debut de Max, Heaven & Hell (2020). Contiene diez preguntas sobre personalidad, lo que resulta en la elección de uno de los cuatro personajes retratados en el video musical; Amanda, Torrence, Carmen y Ava.

## Créditos y personal
Créditos adaptados de Tidal.
- Amanda Ava Koci - voz, composición
- Henry Walter - composición, producción, programación
- Linus Wiklund - composición, producción, programación
- Madison Love - composición
- Måns Wredenberg - composición
- Jonnali Parmenius - composición
- Chris Gehringer - masterización
- Serban Ghenea - mezcla
- John Hanes - ingeniería

## Posicionamiento en listas
| Listas (2020-2021)                              | Mejor posición |
| ----------------------------------------------- | -------------- |
| Alemania (Offizielle Deutsche Charts)           | 65             |
| Austria (Ö3 Austria Top 40)                     | 60             |
| Bélgica (Ultratop 50 Flandes)                   | 8              |
| Bélgica (Ultratop 50 Valonia)                   | 4              |
| CEI (Tophit)                                    | 59             |
| Croacia (HRT)                                   | 9              |
| Escocia (OCC)                                   | 31             |
| Eslovaquia (Rádio Top 100)                      | 10             |
| Eslovaquia (Singles Digitál Top 100)            | 61             |
| Eslovenia (SloTop50)                            | 10             |
| Estonia (Eesti Tipp-40)                         | 38             |
| Europa (Billboard Euro Digital Song Sales)      | 19             |
| Finlandia (Suomen virallinen lista)             | 4              |
| Finlandia (Suomen virallinen lista) The Remixes | 8              |
| Francia (SNEP)                                  | 68             |
| Hungría (Rádiós Top 40)                         | 4              |
| Hungría (Single Top 40)                         | 6              |
| Islandia (Plötutíðindi)                         | 6              |
| Lituania (AGATA)                                | 40             |
| México (Billboard México Airplay)               | 36             |
| Mundo (Billboard Global Excl. U.S.)             | 125            |
| Noruega (VG-lista)                              | 8              |
| Nueva Zelanda (RMNZ Hot Singles)                | 14             |
| Países Bajos (Nederlandse Top 40)               | 12             |
| Países Bajos (Single Top 100)                   | 55             |
| Polonia (Polish Airplay Top 100)                | 1              |
| Reino Unido (OCC)                               | 93             |
| República Checa (Rádio – Top 100)               | 31             |
| República Checa (Singles Digitál Top 100)       | 87             |
| Rumania (Airplay 100)                           | 74             |
| Suecia (Sverigetopplistan)                      | 63             |
| Suiza (Schweizer Hitparade)                     | 34             |
| Ucrania (Tophit)                                | 63             |

| Listas (2020)                    | Mejor posición |
| -------------------------------- | -------------- |
| Hungría (Single Top 40)          | 75             |
| Islandia (Tonlist)               | 67             |
| Polonia (Polish Airplay Top 100) | 64             |
| Suiza (Schweizer Hitparade)      | 93             |

| Listas (2021)               | Mejor posición |
| --------------------------- | -------------- |
| Bélgica (Ultratop Flandes)  | 87             |
| Hungría (Rádiós Top 40)     | 27             |
| Países Bajos (Dutch Top 40) | 73             |

## Certificaciones
| País    | Organismo certificador | Certificación | Ventas certificadas | Ref    |
| ------- | ---------------------- | ------------- | ------------------- | ------ |
| Austria | IFPI Austria           | Oro           | 15 000              | [ 55 ] |
| Brasil  | Pro-Música Brasil      | Oro           | 20 000              | [ 56 ] |
| Francia | SNEP                   | Oro           | 100 000             | [ 57 ] |
| Noruega | IFPI Noruega           | Platino       | 60 000              | [ 58 ] |
| Polonia | ZPAV                   | 2× Platino    | 100 000             | [ 59 ] |

## Historial de lanzamiento
| Región | Fecha                    | Formato(s)                  | Versión     | Discográfica     | Ref    |
| ------ | ------------------------ | --------------------------- | ----------- | ---------------- | ------ |
| Varios | 30 de julio de 2020      | Descarga digital, streaming | Original    | Atlantic Records | [ 60 ] |
| Varios | 12 de agosto de 2020     | Descarga digital, streaming | The Remixes | Atlantic Records | [ 61 ] |
| Varios | 14 de agosto de 2020     | Streaming                   | The Remixes | Atlantic Records | [ 62 ] |
| Varios | 20 de agosto de 2020     | Descarga digital, streaming | The Remixes | Atlantic Records | [ 63 ] |
| Varios | 21 de agosto de 2020     | Streaming                   | The Remixes | Atlantic Records | [ 64 ] |
| Italia | 18 de septiembre de 2020 | Airplay                     | Original    | Warner           | [ 65 ] |